# Ignacio Coyne
Pour les articles homonymes, voir Coyne.
Ignacio Coyne (Pampelune, 1872 - Saragosse, 22 avril 1912) est un photographe et cinéaste espagnol aragonais.

## Biographie
Ignacio Coyne fut initié à la photographie par son père et fut dès son plus jeune âge attiré par toutes les innovations techniques dans l'art.
Il devint un des photographes les plus prestigieux de Saragosse.
En septembre 1896, il assista en curieux à la première exposition cinématographique et se tourna immédiatement vers le cinéma, parfois comme réalisateur de films, parfois comme scénariste.